# Halticoptera goodi
Halticoptera goodi är en stekelart som beskrevs av Crawford 1915. Halticoptera goodi ingår i släktet Halticoptera och familjen puppglanssteklar. Inga underarter finns listade i Catalogue of Life.